# Tresnuraghes
Tresnuraghes – miejscowość i gmina we Włoszech, w regionie Sardynia, w prowincji Oristano.
Według danych na rok 2004 gminę zamieszkiwało 1289 osób, 41,6 os./km². Graniczy z Cuglieri, Flussio, Magomadas i Sennariolo.